# Т8М-900М
Т8M-900М е модел 8-осни трамваи за еднопосочно движение с директно управление, модернизирани на базата на 6-осните T6M-700M в периода от 1999 до 2001 г. от трамвайния завод „Трамкар“ и зачислени в трамвайно депо „Банишора“.
Състоят се от 3 неделими, постоянно свързани, съчленени модула. Този тип трамваи са пряко развитие на серията Т8М-900, като основните разлики са в дизайна и пътническия салон, който за пръв път предлага нископодова средна секция и нарежда София сред първите градове в Източна Европа, въвел в експлоатация такъв подвижен състав.

## Технически характеристики
- Колооосна формула: B′ 2′ 2′ B′
- Междурелсие: 1009 mm
- Дължина: 26 530 mm
- Ширина: 2250 mm
- База на талигите: 1600 mm
- Височина: 3140 mm
- Собствено тегло: 29 500 kg
- Тягова мощност – ТЕД тип Т100М: 2 броя
  - обща продължителна: 200 kW
  - обща часова: 230 kW
- Конструктивна скорост: 60 km/h
- Максимално преодоляван наклон: 70 ‰
- Тягово напрежение в контактния проводник: 600 V (-20 %; +30 %)
- Минимален радиус на вписване в крива: 18 m
- Пътниковместимост – седалки в салона: 40 места, номинална – 5 пътника / m2: ≈ 200 места, максимална – 8 пътника / m2: ≈ 320 места
- Средно ускорение при потегляне от място с номинално натоварване: 0,9 ms-2

### Инвентарни номера
В движение са останали единствено 5 от общо 25 броя – инв. номера  916, 929, 932, 933, 934,